# Wilhelm Krücke
Wilhelm Krücke (26. Dezember 1911 in Steinbrücken/Dillkreis; † 7. Februar 1988 in Bad Soden am Taunus) war ein deutscher Neuropathologe und Direktor der Neuropathologischen Abteilung des Max-Planck-Instituts für Hirnforschung in Frankfurt am Main und als ordentlicher Professor Direktor des Edinger-Instituts der Johann Wolfgang Goethe-Universität Frankfurt am Main, damit erster Ordinarius der Neuropathologie in Deutschland.

## Leben und akademische Laufbahn
Wilhelm Krücke entstammte einer mehrere Generationen umfassenden protestantischen Pastorenfamilie in Nordhessen. Nach dem Abitur 1930 am humanistischen Gymnasium in Dillenburg folgte das Medizinstudium in Marburg, Berlin und Frankfurt am Main, dort mit Staatsexamen und 1936 ärztlicher Approbation. Zunächst Doktorand am Pathologischen Institut der Frankfurter Universität, erhielt er in Berlin eine Ausbildung in der Allgemeinen Pathologie, zuletzt an der Prosektur des berühmten Kaiser-Wilhelm-Instituts für Hirnforschung in Berlin-Buch. Hier wurde er mit seiner Arbeit „Die mucoide Degeneration der peripheren Nerven“ 1938 promoviert, Beginn seines „Lebensthemas“: die Erkrankungen der peripheren Nerven. Im selben Jahr heiratete er die Ärztin Charlotte Arendt. Mit ihr hatte er später zwei Töchter, die ebenfalls Ärztinnen wurden.
Als wissenschaftlicher Assistent der Berliner Neuropathologischen Abteilung des KWI für Hirnforschung unter Julius Hallervorden wurde Krücke 1940 zum Wehrdienst eingezogen und bis Kriegsende als Luftwaffenpathologe vorwiegend in Belgien und Nordfrankreich, zuletzt in Bad Ischl eingesetzt. Noch 1942 hatte er sich zwischenzeitlich in Berlin mit einer Arbeit „Zur Histopathologie der neuralen Muskelatrophie und der hypertrophischen Neuritis und Neurofibromatose“ habilitiert. Während des Krieges sammelte er Erfahrungen in traumatischen Schäden von Hirn und Rückenmark. Ein schuldhaftes Verhalten in Zusammenhang mit den Untersuchungen an Gehirnen von NS-Euthanasie-Opfern, wie es vor allem seinen Vorgesetzten Julius Hallervorden betraf, ist ihm nach allen bisherigen Recherchen nicht nachzuweisen. Krücke vermittelte während seiner Militärzeit die Überführung der wichtigsten Berliner Präparate in das nordhessische Dillenburg. So konnten bald nach Kriegsende Zweigstellen des Kaiser-Wilhelm-Instituts, 1948 in Max-Planck-Institut umbenannt, ihre wissenschaftliche Arbeit in Dillenburg, später Gießen wieder aufnehmen.
Nach kurzer amerikanischer Kriegsgefangenschaft erhielt Wilhelm Krücke 1947 von Arnold Lauche, Direktor des Pathologischen Instituts der Universität Frankfurt am Main, die einzige, zunächst außerplanmäßige, Assistentenstelle an dem zuletzt verwaisten Edinger-Institut. Von dem jüdischen Nervenarzt Ludwig Edinger (1855–1918) 1907 gegründet und von ihm als „Neurologisches Institut“ 1917 der Universität angegliedert, war dies das älteste deutsche Hirnforschungsinstitut. Krücke gelang es bald, ab 1950 wissenschaftlicher Assistent, ab 1953 Diätendozent, das Institut zum führenden Zentrum der deutschen Neuropathologie auszubauen. Folgerichtig wurde er 1955 zum Extraordinarius, dann zum Direktor des Instituts ernannt. Im selben Jahr gehörte er zu den Initiatoren einer wissenschaftlichen Vereinigung, aus der später die „Deutsche Gesellschaft für Neuropathologie und Neuroanatomie (DGNN) e. V.“ hervorging. Gleichfalls 1955 erschien sein erster großer Handbuchartikel zu den Erkrankungen peripherer Nerven, eine Darstellung des gesamten Wissensstands zu diesem bisher eher vernachlässigten Thema unter Berücksichtigung eigener Ergebnisse. Die Arbeit machte ihn auch international bekannt. 1956 wurde Krücke zum Wissenschaftlichen Mitglied des Max-Planck-Instituts (MPI) und zum Direktor der Neuropathologischen Abteilung des MPI in Gießen ernannt. 1961 erhielt er an der Frankfurter Universität die Berufung zum ordentlichen Professor und damit zum ersten Ordinarius für Neuropathologie in Deutschland.
Krückes Bindung an die Universität Frankfurt über das Edinger-Institut veranlasste die Max-Planck-Gesellschaft, nicht ohne seine Einflussnahme, zum Neubau des MPI für Hirnforschung am Frankfurter Mainufer in Universitätsnähe. Der Bau, maßgeblich von ihm mitgestaltet, wurde 1962 fertiggestellt. Hier waren nun u. a. das Edinger-Institut der Universität und die Neuropathologische Abteilung des MPI räumlich und personell unter Krückes Leitung vereinigt und wurden bald zu einem Zentrum, das Wissenschaftler aus aller Welt zu Studienzwecken anzog.
Schwerpunkt seiner eigenen Forschung blieb die Pathologie peripherer Nerven. Bahnbrechend war hier u. a. die Differenzierung von entzündlichen und degenerativen Veränderungen, also von Neuritiden und Neuropathien, damit etwa auch von Polyneuritiden und Polyneuropathien. Zur Pathologie peripherer Nerven verfasste er neben vielen Originalarbeiten weitere zum Teil umfangreiche Handbuch- und Lehrbuch-Beiträge. Seine internationale Reputation veranlasste 1968 die Aachener Staatsanwaltschaft, ihn zum Kreis der Sachverständigen im sogenannten Contergan-Prozess zur Frage der Thalidomid-(Contergan)-Polyneuropathie zu berufen. Und sie bewog den führenden US-amerikanischen Neuropathie-Forscher Peter J. Dyck von der Mayo Clinic dazu, das dortige Standardwerk Peripheral Neuropathy 1975 mit Krückes ausführlicher Einleitung erscheinen zu lassen. Aber zu seinem breit gefächerten wissenschaftlichen Arbeitsgebiet gehörten vor allem auch verschiedene Enzephalitiden, so die Herpes-, Toxoplasmose- und Vaccinevirus-Enzephalitis, die subakute sklerosierende Panenzephalitis sowie immunreaktive parainfektiöse Herdenzephalitiden. Seine Mitarbeiter erhielten die Möglichkeit, ihre jeweils eigenen speziellen Studiengebiete zu entwickeln, wie Elektronenmikroskopie, Neurochemie, Histochemie, experimentelle Neuropathologie, Entwicklungspathologie etc.
1977 wurde Wilhelm Krücke nach dem Erreichen der Altersgrenze als Universitätsprofessor emeritiert. 1978 folgte sein Rücktritt von der MPI-Position, da die Max-Planck-Gesellschaft beschlossen hatte, die Neuropathologie als eher klinisches Fach den Universitäten zu überlassen und ihre eigenen entsprechenden Abteilungen zu Gunsten solcher mit reiner Grundlagenforschung zu schließen. Krücke konnte jedoch am davon unbeeinflussten Edinger-Institut unter seinem dortigen Nachfolger Wolfgang Schlote noch in kleinem Maßstab selbst nach einem 1981 überstandenen Herzinfarkt arbeiten, und zwar bis kurz vor seinem Tod in Bad Soden/Taunus am 7. Februar 1988, wohl infolge einer Hirnblutung. Sein reicher wissenschaftlicher Nachlass wird im Archiv der Max-Planck-Gesellschaft in Berlin aufbewahrt.

## Werke (Auswahl)
- W. Krücke: Über die Fettembolie des Gehirns nach Flugunfällen. In: Virchows Arch. 315, 1948, S. 481–498.
- W. Krücke: Pathologische Anatomie der Vaccinevirus-Encephalitis. In: Monatsschr Kinderheilkd. 100, 1952, S. 182–184.
- W. Krücke: Erkrankungen der peripheren Nerven. In: O. Lubarsch, F. Henke, R. Rössle (Hrsg.): Handbuch der speziellen pathologischen Anatomie und Histologie. Band 13/5, Springer, Berlin 1955, S. 1–248.
- K. Weisse, W. Krücke: Die Einschlußkörperchen-Enzephalitiden. Neue Enzephalitisformen. In: Dtsch Med Wochenschr. 84, 1959, S. 777–781.
- W. Krücke: Die Erkrankungen der peripheren Nerven. In: M. Staemmler (Hrsg.): Lehrbuch der speziellen pathologischen Anatomie. de Gruyter, Berlin 1960, S. 750–793.
- W. Krücke: Ludwig Edinger (1855–1918). In: 50 Jahre Neuropathologie in Deutschland 1885–1935. Thieme, Stuttgart 1961, S. 20–33.
- W. Krücke: Pathologie der peripheren Nerven. In: K. Olivecrona, W. Tönnis, W. Krenkel (Hrsg.): Handbuch Neurochir. VII/3, Springer, Heidelberg 1974, S. 1–267.
- W. Krücke: On the histopathology and pathogenesis of acute hemorrhagic leucoencephalitis. acute disseminative encephalitis and concentric sclerosis. In: H. Shiraki, T. Yonezawa, Y. Kuroiwa (Hrsg.): The etiology and pathogenesis of the demyelinating diseases. Proc Symp Tokyo 1973. Jpn Soc Neuropathol, Japan Science Press, Tokyo 1976, S. 11–27.
- W. Krücke, Vitzthum Gräfin H.: Schäden der Wurzeln und Nerven. Pathologische Anatomie. In: H. Dietz, W. Umbach, R. Wüllenweber (Hrsg.): Klinische Neurochirurgie. Band II: Klinik und Therapie. 1984, S. 302–313.